# 倒壊する巨塔
『倒壊する巨塔 -アルカイダと「9.11」への道-』 （とうかいするきょとう -アルカイダと「9.11」へのみち-、英原題：The Looming Tower: Al-Qaeda and the Road to 9/11 ）とは、アメリカの作家ローレンス・ライトによるノンフィクション。

## 概要
本書は、2001年9月11日に発生したアメリカ同時多発テロ事件に至る長い道のりを、アルカイダの指導者ウサマ・ビンラディンやＦＢＩ捜査官のジョン・P・オニールなどの事件に関わった様々な人物に焦点を当て、膨大な資料と取材に基づき描いたノンフィクション作品である。出版は、2006年である。本書の評価は高く、2006年、ニューヨーク・タイムズ年間最優秀図書に選定され、さらに2007年には、ピューリッツァー賞（一般ノンフィクション部門）を受賞した。
日本では、2009年、白水社から日本語版が上下2巻で刊行された。日本語版の翻訳は平賀秀明が担当した。
2018年、Huluによってリミテッドシリーズドラマ化が行われ、日本ではAmazonビデオで配信された。

## 作品名
本書の原題である「The Looming Tower 」（アラビア語：بروج مشيدة）とは「そびえ立つ塔」という意味で、イスラーム教の聖典『コーラン』第4章第78節の「Wherever you are, death will find you, even in the looming tower （أينما تكونوا يدرككم الموت ولو كنتم في بروج مشيدة、 'aynamā takūnū yadrikkumu l-mawtu wa-law kuntum fī burūjin mušayyadatin、汝らがどこにいようとも、死は汝らを見つけるだろう、たとえ汝らがそびえ立つ塔にいようとも）」という一節に由来している。本書の著者によれば、ウサマ・ビンラディンは、アメリカ同時多発テロ決行に先立ち、ハイジャックに向かう部下に対して「より大きな栄光のために殉教者になれ」と語り掛け、この一節を3度繰り返したという。

## 受賞等
- 2006年
  - ニューヨーク・タイムズベストセラー
  - ニューヨーク・タイムズ年間最重要図書
  - ニューヨーク・タイムズ年間最優秀図書
  - ＩＲＥ賞
  - 全米図書賞最終候補
  - ロサンゼルス・タイムズ図書賞最終候補
  - タイム・マガジン年間最優秀図書
- 2007年
  - ピューリッツァー賞（一般ノンフィクション部門）
  - ヘレン・バーンスタイン優秀ジャーナリズム図書賞
  - J・アンソニー・ルーカス図書賞
  - ライオネル・ゲルバー賞
  - アーサー・ロス書籍賞最終候補
  - PENセンターUSA文学賞（調査ノンフィクション部門）
- 2009年
  - ニューズウィーク同時代の図書50選